# Thomas Harris
William Thomas Harris III (Jackson, Tennessee, 11 de Abril de 1940) é um escritor e roteirista norte-americano, mais conhecido pela série de romances de suspense sobre seu mais famoso personagem, Hannibal Lecter. Harris fez carreira no jornalismo. Foi repórter de polícia no Waco Tribune Herald durante boa parte da década de 60 e em 1968 passou a Associated Press, onde foi repórter, depois editor.
Todos os seus livros foram adaptados para o cinema, sendo a mais famosa adaptação o filme O Silêncio dos Inocentes, vencedor de 5 Oscar em 1991.

Os livros que ele escreveu sobre Hannibal Lecter também são muito apreciados e os filmes baseados em seus livros são considerados clássicos por quem gosta das histórias sobre o Dr. Hannibal Lecter. Estes filmes sao bastante conhecidos pelo seu suspense e inteligência.

## História
Escritor norte-americano, Thomas Harris nasceu no ano de 1940, em Jackson, no estado do Mississipi. Muito cedo acompanhou a família na sua mudança para Rich, a terra natal do seu pai, que aí se pôde tornar agricultor.
Atingindo a idade escolar, Thomas Harris frequentou as escolas locais até à conclusão dos seus estudos secundários, altura em que ingressou no curso de Estudos Ingleses da Universidade de Baylor, no estado do Texas. De forma a poder sustentar-se, começou a trabalhar à noite como repórter ao serviço do periódico News Tribune. Deu também início a uma série de contribuições para revistas literárias, sob a forma de contos de carácter macabro.
Obteve o seu diploma em 1964 e, como é tradição no seu país, empreendeu uma viagem pela Europa. De regresso aos Estados Unidos da América, preencheu o cargo de repórter de generalidades na agência noticiosa Associated Press de Nova Iorque. Teve portanto a oportunidade de tomar contacto com o submundo do crime e com mentalidades patológicas.
Enriquecido com esta experiência, e contando inicialmente com a colaboração de dois colegas, terminou e publicou o seu primeiro romance em 1975, com o título Black Sunday. A obra contava a história de um grupo de terroristas islâmicos que planeiam um atentado, utilizando um dirigível publicitário para largar uma bomba sobre a assistência de um evento desportivo. Consituiu um sucesso e foi adaptada para o cinema, com o mesmo título, no ano de 1977.
Preocupado com a fiabilidade dos pormenores na edificação da sua ficção, Thomas Harris passou os seis anos seguintes mergulhado em tarefas de investigação, findos os quais publicou o seu segundo romance, Red Dragon (1981), e cujo enredo girava em torno de um agente do FBI que procura um assassino em série. Nesta obra apresentou a público a personagem que tornou-se célebre, um psiquiatra de nome Hannibal Lecter, que enlouquece e passa a matar seres humanos com requintes de crueldade.
A personagem reapareceu no romance mais importante de Harris, The Silence Of The Lambs (O Silêncio dos Inocentes, 1988). Constituindo um sucesso de vendas a nível internacional, a obra relatava a investigação de uma agente federal que tenta seguir o encalço de um assassino alcunhado de Buffalo Bill, cuja mente hedionda faz com que mate raparigas e as esfole, com o intuito de talhar um casaco de pele humana. O livro foi adaptado para o cinema em 1991, com mesmo título, pela mão do realizador Jonathan Demme. A película tornou-se bastante popular, tendo sido galardoada com cinco Óscares da Academia de Cinema norte-americana.
Em 1999 apareceu uma continuação deste trabalho, Hannibal, romance que também foi convertido para a Sétima Arte em 2001, mas que não alcançou os privilégios da crítica e do público arrebatados pela obra precedente.
No final de 2018 anuncia que lançará seu novo romance: Cari Mora. O livro é programado para ter seu lançamento em maio de 2019 e não envolve o personagem Hannibal Lecter.

## Obras
- Black Sunday (1975) no Brasil: Domingo Negro (Círculo do Livro, 1977, fora de catálogo)
- Cari Mora (2019)

### Série do Dr.Hannibal Lecter
- Red Dragon (1981) no Brasil: Dragão Vermelho (1983 e em 2003 – Record, fora de catálogo) (Relançado pela editora BestBolso).
- The Silence of the Lambs (1988) no Brasil: O Silêncio dos Inocentes (2000 – Record, fora de catálogo) (Relançado pela editora BestBolso).
- Hannibal (1999) e no Brasil (2003 – Record, fora de catálogo) (Relançado pela editora BestBolso).
- Hannibal Rising (2006) no Brasil: Hannibal, A Origem do Mal (2007 – Record, fora catálogo) (Relançado pela editora BestBolso).

## Filmes e Série de TV
Trabalhos baseados em sua obra literária

### Filmes
- Manhunter (1986) (br: Caçador de Assassinos)
- The Silence of the Lambs (1991) (pt/br: O Silêncio dos Inocentes)
- Hannibal (2001)
- Red Dragon (2002) (br: Dragão Vermelho)
- Hannibal Rising (2007) (br: Hannibal: A Origem do Mal)